# Cephalotheca sulfurea
Cephalotheca sulfurea är en svampart som beskrevs av Fuckel 1871. Cephalotheca sulfurea ingår i släktet Cephalotheca och familjen Cephalothecaceae.   Inga underarter finns listade i Catalogue of Life.